# Weishu
Weishu (traditionell kinesiska: 魏書?, förenklad kinesiska: 魏书?, pinyin: Wèishū) är ett av de så kallade 24 historieverken i kinesisk litteraturhistoria. Det är den officiella historiekrönikan över norra Weidynastin och östra Weidynastin under perioden  De Södra och Norra dynastierna i Kians historia, författad av Wei Shou på den kejserliga regeringens uppdrag mellan 551 och 554.
Verket bestod ursprungligen av 114 volymer, men flertalet har gått förlorade. Några av de kapitel som finns bevarade är i själva verket återskapade versioner från 700-talet.
Weishu skönmålar kraftigt dynastierna den beskriver, och den fick tidigt kritik för att vara ohistorisk.